# 欧普加尔
欧普加尔（法語：Auppegard，法語發音：[opɡaʁ]）是法国滨海塞纳省的一个市镇，属于迪耶普区。

## 地理
欧普加尔（49°49'46"N, 1°1'47"E）面积7.33 平方千米，位于法国诺曼底大区滨海塞纳省，该省份为法国北部沿海省份，其西部及北部濒大西洋英吉利海峡，东起顺时针与索姆省、瓦兹省、厄尔省和卡爾瓦多斯省接壤。
与欧普加尔接壤的市镇（或旧市镇、城区）包括：科地区巴克维尔、贝特勒维尔-圣旺、科尔梅尼勒-马讷维尔、马内乌维尔、索克维尔。
欧普加尔的时区为UTC+01:00、UTC+02:00（夏令时）。

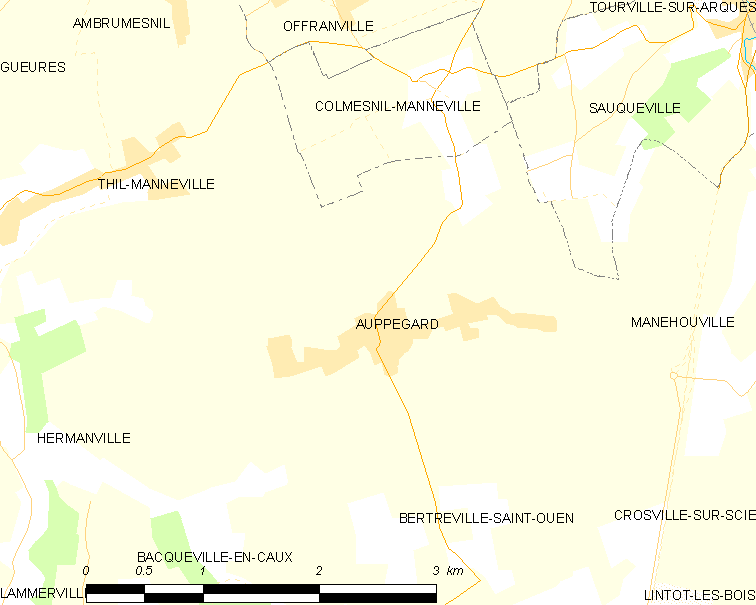
欧普加尔的OSM定位图

## 行政
欧普加尔的邮政编码为76730，INSEE市镇编码为76036。

## 政治
欧普加尔所属的省级选区为吕讷赖县。

## 人口

1962-2008年间欧普加尔人口变化图示

欧普加尔于2022年1月1日时的人口数量为688人。